# Francis Assisi Chullikatt

Wappen von Francis Assisi Chullikatt

Francis Assisi Chullikatt (* 20. März 1953 in Bolghatty, Kerala, Indien) ist ein indischer Geistlicher, römisch-katholischer Erzbischof und Diplomat des Heiligen Stuhls.

## Leben
Francis Assisi Chullikatt empfing am 3. Juni 1978 die Priesterweihe für das Erzbistum Verapoly. Er absolvierte ein Promotionsstudium in Kanonischem Recht an der Päpstlichen Diplomatenakademie und trat am 15. Juli 1988 in den vatikanischen Diplomatendienst ein. Er war in der Nuntiatur in Honduras, in verschiedenen Nuntiaturen im südlichen Afrika, auf den Philippinen, bei den Vereinten Nationen in New York und im Staatssekretariat des Heiligen Stuhls in Rom tätig. Papst Johannes Paul II. verlieh ihm am 10. November 1998 den Titel Ehrenprälat Seiner Heiligkeit.
Papst Benedikt XVI. ernannte ihn am 29. April 2006 zum Titularerzbischof pro hac vice von Ostra und zum Apostolischen Nuntius in Jordanien und im Irak. Die Bischofsweihe spendete ihm der Sekretär des Staatssekretariats, Erzbischof Giovanni Lajolo, am 25. Juni desselben Jahres; Mitkonsekratoren waren Erzbischof Pedro López Quintana, Apostolischer Nuntius in Indien, und Daniel Acharuparambil OCD, Erzbischof von Verapoly. Sein Wahlspruch ist Fidei in Virtute.
Am 17. Juli 2010 ernannte ihn Papst Benedikt XVI. zum Ständigen Beobachter bei den Vereinten Nationen in New York und der Organisation Amerikanischer Staaten in Washington, D.C. Er trat die Nachfolge von Erzbischof Celestino Migliore an. Am 2. Juli 2014 wurde Bernardito Cleopas Auza zu seinem Nachfolger ernannt.
Papst Franziskus ernannte ihn am 30. April 2016 zum Apostolischen Nuntius in Tadschikistan und Kasachstan. Am 24. Juni 2016 wurde er zusätzlich zum Apostolischen Nuntius in Kirgisistan ernannt.
Am 1. Oktober 2022 ernannte ihn Papst Franziskus zum Apostolischen Nuntius in Bosnien und Herzegowina sowie in Montenegro.
Chullikatt spricht fließend Englisch, Italienisch, Französisch und Spanisch.